# مرسيدس كالديرون
مرسيدس كالديرون (1 سبتمبر 1965 في كوبا - ) هي لاعبة كرة طائرة كوبا في مركز وسط ‏. شاركت في الألعاب الأولمبية الصيفية 1992.

## وصلات خارجية
- مرسيدس كالديرون على موقع عالم الكرة الطائرة (الإنجليزية)
- مرسيدس كالديرون على موقع اللجنة الأولمبية الدولية (الإنجليزية)
- مرسيدس كالديرون على موقع أوليمبيديا (الإنجليزية)